# Cappella del Barolo
La Cappella del Barolo, precedentemente nota come Cappella di Santissima Madonna delle Grazie e chiamata anche Cappella delle Brunate, è un edificio mai consacrato situato a La Morra, nelle Langhe, in provincia di Cuneo, reinterpretato nel 1999 dagli artisti Sol LeWitt e David Tremlett.

## Storia

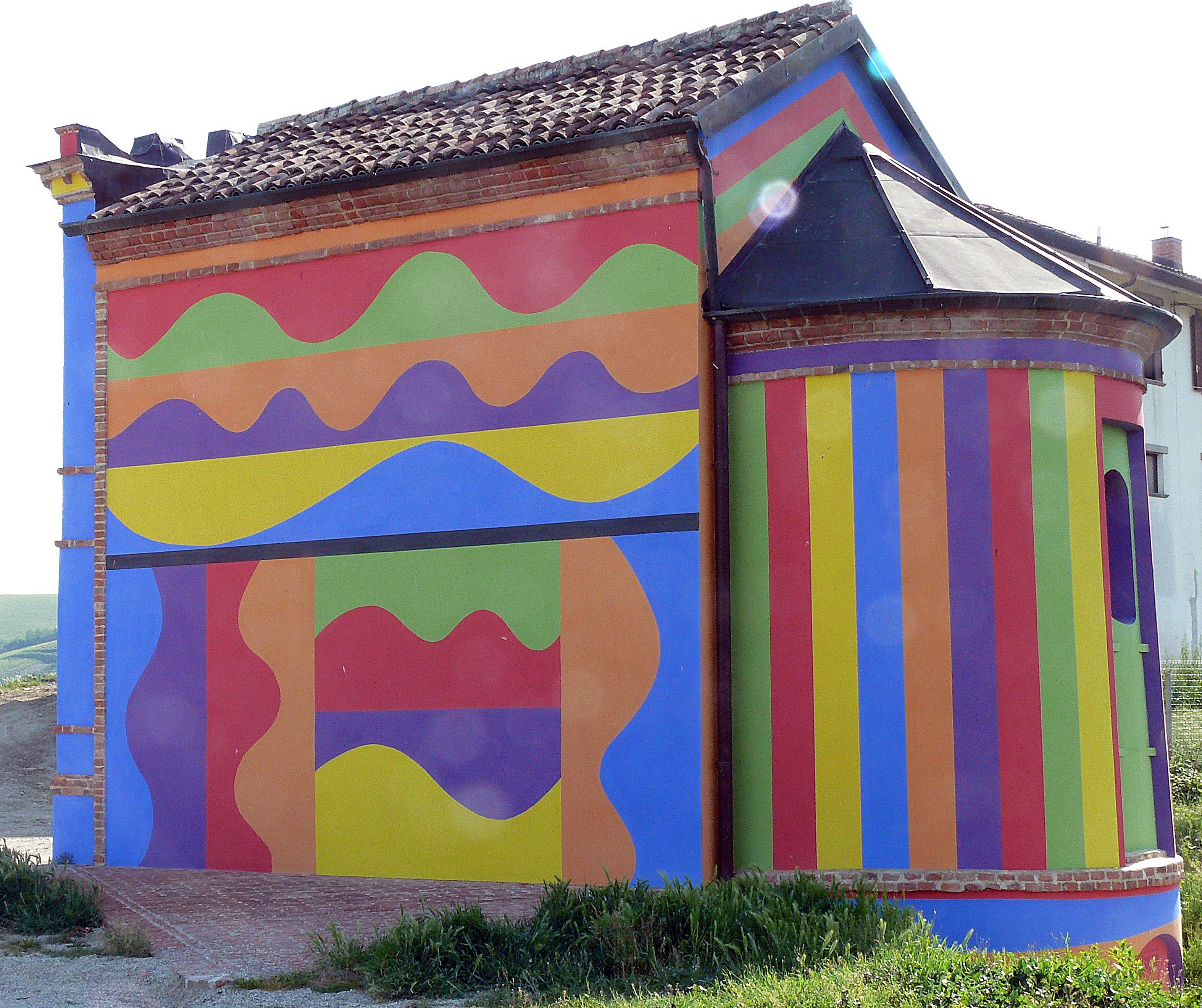
L'edificio visto lateralmente

L'edificio fu costruito originariamente nel 1914 da parte di alcuni contadini che lavoravano nelle campagne e vigneti circostanti, che lo impiegavano come luogo di rifugio e riparo temporaneo in caso di temporali o altri eventi atmosferici. Inizialmente fu chiamato "cappella di Santissima Madonna delle Grazie", ma non fu mai consacrato a luogo di culto.
Nel 1970 la struttura fu acquistata insieme ai terreni circostanti dalla famiglia Ceretto. Dopo essere caduta in disuso e dopo anni di abbandono, nel 1999 fu restaurata dagli artisti Sol LeWitt, che si occupò del rifacimento esterno, e David Tremlett, che ridipinse tutto l'interno. Dopo la ristrutturazione, l'edificio si caratterizza, sia dentro che fuori, da uno stile colorato con vari giochi di colori contraddistinto da una trama variopinta.